# Ahmed Ezz
Ahmed Ezz (أحمد عز) est un acteur égyptien, né le 23 juillet 1973 dans le quartier de Maadi, au Caire en Égypte. Il a étudié la littérature anglaise et a obtenu sa licence de l'Université de Ain Shams.

## Filmographie
- 1997 : Un Poisson Et Quatre Requins: Une scène
- 1998: Discussion de la Nuit : Deux Scènes
- 2002 : Mozakarat Moraheqa
- 2003 : Les Filles Aiment
- 2004 : Yom Al Karama
- 2004 : Sana Oula Nasb
- 2004 : Shabab Take Away
- 2005 : Malaki Iskendiriya
- 2005 : Al Bahithat An Al Horriya
- 2006 : Al Rahina (L'Otage)
- 2007 : Le Fantôme
- 2008 : Masgoun Tranzit
- 2009 : Badal Faqed
- 2010 : Ethalatha Yeshtaghalunha
- 2011 : 365 jours de gaietés
- 2011 : Soirée de Minuit
- 2012 : L'Accord (Al-Maslaha)
- 2012 : Helm Aziz
- 2013 : Al Hafla
- 2013 : Hatuly Ragel
- 2015 : Fils de Rizk
- 2017: La Cellule
- 2019:  Fils de Rizk 2

## Séries
- 1997 - 1998 : Zezinia - (Invité d'Honneur)
- 2003 : Malak Rohi
- 2009 : Al Eyada - (Invité d'Honneur)
- 2009 : Al Adham
- 2014 : L'Excellence
- 2018: Abu Omar Al Masry

## Thêatres
- 2000 : Yassine et Bahiya

## Radio
- 2005 : Film Arabi
- 2007 : Eid Fe Real Madrid
- 2008 : Sindbad Emad
- 2009 : Kolkasa Fe Wekalet NASA
- 2011 : Mesbah Alaa El Din Zaazu
- 2014 : Malek El Hawa
- 2015: Gharam Ala Instagram
- 2016 : Tora Bora
- 2017: Diezle
- 2020: Please Dear English

## Dessin animé
- 2013 : Amir Fi Rehlet El Asatir - (Rôle de Amr Ben El As)

## Publicités
- 2007 : Pepsi- Ramadan Sehour
- 2010 : Itisalat
- 2011 : Ford
- 2011 : Chevrolet Cruze
- 2011 : Captin Shrimpo Kentucky
- 2012 : KFC's
- 2013 : Universal's

## Affaires judiciaires
En 2016, il est condamné par le tribunal du Caire à trois ans de prison et une amende de 15 000 EGP, pour diffamation contre l'actrice Zeina,,.